# Glasser (musicienne)
Pour les articles homonymes, voir Glasser.
Glasser, de son vrai nom Cameron Mesirow, née en 1983 ou 1984, est une auteure-compositrice américaine. Elle est signée au label True Panther Sounds. Elle publie son premier EP, Apply, le 26 mai 2009, suivi d'un premier album, Ring, le 24 septembre 2010. Son deuxième album studio, Interiors, est publié le 4 octobre 2013.

## Biographie
Mesirow est née à Boston, dans le Massachusetts. Son père est membre du Blue Man Group de Berlin, et sa mère, Casey Cameron, est l'une des fondatrices du groupe de new wave Human Sexual Response. Après le divorce de ses parents,  elle emménage de la Baie de San Francisco à 10 ans. Enfant, elle prend quelques cours de piano  et joue lors de théâtres musicaux à l'école. Mesirow étudie finalement l'allemand et la littérature à la San Francisco State University, où elle rencontre le chanteur de Foreign Born, Matt Popieluch, qui l'aidera à peaufiner ses capacités d'auteure-compositrice.
D'après Mesirow, le nom de Glasser s'inspire d'une « vision nocturne d'une figure naviguant sur l'eau. »